# Freguesias de Albergaria-a-Velha ordenadas por população
Esta é uma lista das freguesias de Albergaria-a-Velha, ordenadas por população:
| Posição | Nome               | População | Percentagem | Densidade   |
| 1       | Albergaria-a-Velha | 7 421     | 30,12%      | 277,2 h/km² |
| 2       | Branca             | 5 500     | 22,32%      | 181,9 h/km² |
| 3       | Alquerubim         | 2 390     | 9,70%       | 154,7 h/km² |
| 4       | Angeja             | 2 320     | 9,42%       | 110,0 h/km² |
| 5       | São João de Loure  | 2 152     | 8,73%       | 197,4 h/km² |
| 6       | Valmaior           | 2 022     | 8,21%       | 113,2 h/km² |
| 7       | Ribeira de Fráguas | 1 869     | 7,59%       | 72,5 h/km²  |
| 8       | Frossos            | 964       | 3,91%       | 121,2 h/km² |
| TOTAL   | TOTAL              | 24 638    | 100%        | 157,9 h/km² |